# Katedra w Sienie
Katedra w Sienie – gotycka katedra w Sienie (Włochy).
W dużej mierze zbudowana w latach 1215-1264, do jej twórców należał Nicola Pisano, a jego syn Giovanni zaprojektował parawanową, trójosiową fasadę. W 1339 r. rozpoczęto pracę nad nową nawą, zamierzano bowiem przemienić istniejący kościół romański w transept. Gdyby ten plan się powiódł, powstałaby największa chrześcijańska świątynia na świecie, jednak epidemia dżumy w roku 1348 zniweczyła te plany. W nieukończonych murach nowej nawy mieści się obecnie Museo dell'Opera Metropolitana, a niedoszła fasada stanowi taras widokowy.
Posadzka świątyni wykonana jest z pasów białego i czarnego marmuru. Do najcenniejszych zabytków wewnątrz kościoła należy marmurowa ambona, wykonana przez Nicola Pisano.